# L'enfer et moi
L'enfer et moi (Nederlands: De hel en ik) is een single van de Franse zangeres Amandine Bourgeois. Het was de Franse inzending voor het Eurovisiesongfestival 2013 in Malmö, Zweden. Omdat Frankrijk tot de 'Big Five' behoort, stond Bourgeois al meteen in de finale op 18 mei 2013. Daarin werd het lied 23ste. Het nummer is geschreven door Boris Bergman en David Salkin.